# Osmoxylon spathipedunculatum
Osmoxylon spathipedunculatum är en araliaväxtart som först beskrevs av William Raymond Philipson, och fick sitt nu gällande namn av William Raymond Philipson. Osmoxylon spathipedunculatum ingår i släktet Osmoxylon och familjen Araliaceae. Inga underarter finns listade.